# The Acoustic
The Acoustic – komplikacja węgierskiej grupy muzycznej Ektomorf. Album zawiera utwory nagrane w wersji akustycznej.

## Lista utworów
1. I Know Them - 4:39
2. I'm In Hate - 3:46
3. Be Free - 3:26
4. Redemption - 3:37
5. Simple Man (Lynyrd Skynyrd cover) - 5:01
6. To Smoulder - 3:17
7. Folsom Prison Blues (Johnny Cash cover) - 3:09
8. Again - 4:07
9. Through Your Eyes - 3:22
10. Fate - 2:07
11. Stigmatized - 4:59
12. Who Can I Trust - 5:41

## Twórcy
- Zoltán Farkas - śpiew, gitara
- Michael Rank - gitara
- Murvai Zsabolcs - gitara basowa
- Robert Jaksa - perkusja